# Кабинет восковых фигур (фильм)
«Кабинет восковых фигур» также «Музей восковых фигур» или «Восковые фигуры» (нем. Das Wachsfigurenkabinett) — немецкий немой фильм ужасов 1924 года режиссёра Пауля Лени. Одна из наиболее известных и обсуждаемых работ в стилистике немецкого экспрессионизма.

## Сюжет
Владелец музея восковых фигур нанимает поэта (Вильгельм Дитерле), чтобы тот написал рассказ о персонажах его экспозиции — Гаруне аль-Рашиде, Иване Грозном и Джеке-потрошителе. Он заводит поэта в тёмный балаган и неторопливо освещает ему восковых тиранов. Ошеломлённый их видом, поэт садится за стол и начинает писать, а дочь хозяина, проникшись симпатией к юноше, следит за рассказами через его плечо. Его произведения возникают на экране в виде трёх последовательных эпизодов.
Первый эпизод посвящён Гаруну аль-Рашиду (Эмиль Яннингс). Это восточный бурлеск, который высмеивает привычки тиранов, волочащихся по каждой хорошенькой женщиной, в порыве гнева отправляющих на плаху невинных, но великодушно прощающих отъявленных преступников.
Второй эпизод вызывает к жизни восковую фигуру Ивана Грозного (Конрад Фейдт). Он — олицетворение ненасытной похоти и неслыханной жестокости. Иван не только прерывает чужой брачный пир, отводя на ночь невесту в свою спальню, но и с садистской изощренностью изобретает физические и душевные пытки. Перед каждой своей жертвой он ставит песочные часы, чтобы те мучились в ожидании своей кончины, которая наступит с падением последней песчинки. Из-за хитростей мстительного заговорщика Иван начинает думать, что его отравили. Он ставит перед собой песочные часы с надписью «Иван». Тиран с ужасом все время переворачивает их, пытаясь отсрочить свою кончину.
В третьем эпизоде уставший поэт засыпает и видит сон, как он гуляет с дочерью хозяина паноптикума. Появляется Джек-потрошитель (Вернер Краус) и с ножом в руках начинает преследовать влюбленных длинными извилистыми коридорами. Фильм заканчивается лирическим сообщением о том, что поэт и девушка полюбили друг друга.

## В ролях
- Вильгельм Дитерле — Поэт / Ассад, булочник / Русский князь
- Эмиль Яннингс — Гарун аль-Рашид
- Конрад Фейдт — Иван Грозный
- Вернер Краус — Джек-потрошитель / Джек-пружинки-на-пятах
- Йон Готтвольт — владелец паноптикума
- Ольга Беляева — его дочь Ева / Мамун / Русская боярыня

## Художественные особенности
Как отмечено в описании сюжета фильм состоит из трёх частей (первоначально была запланирована четвёртая часть, посвящённая Ринальдо Ринальдини, атаману разбойников — герою романа Кристиана Августа Вульпиуса, но из-за недостатка бюджета её съёмки не состоялись). Сравнивая каждую из них, обозреватель Джеймс Ньюман полагает, что формально фильмом ужасов можно назвать только третью часть с Джеком-потрошителем. Первые два фантастичны и несут некий эпический пафос. Третий же, реально создавая атмосферу страха, при этом более реалистичен. Но, несмотря на его жёсткость, именно он оставляет оттенок разочарования фильмом. Несколько иначе оценены эпизоды в журнале Time Out. По мнению издания режиссёр как-будто задумал использовать все возможные эффекты, мотивы, настроения импрессионизма. Первый эпизод чуть эротичен и очень смешон, второй — фантазия на грани садизма, третий — нагромождение причудливых видений и образов сквозь пелену лондонского тумана. Всё это делает фильм увлекательным и по выразительным особенностям опережающим своё время.
Если американское издание склонно видеть в этой работе Пауля Лени черты импрессионизма, то большинство других критиков всё-таки относят её к типичному проявлению немецкого мистического или декоративного экспрессионизма.
Безусловно, режиссёр, получивший сначала художественное образование, работал именно в этом направлении. Историк кино Лотта Эйснер обращает внимание на двойственность (а иногда и множественность уровней характера) каждого персонажа, часто таящую в нём бесконечное зло. Пространство изображено гротескно, иногда под невероятными углами зрения. Декорации или абсолютно не реалистичны или отсутствуют вообще. Лотта Эйснер отдельно подчёркивает эту концепцию пространства Лени. Советский теоретик кино Сергей Юткевич также говорит о принципе условности окружающей среды, который режиссёр доводит до абсолютного предела, вступая в своеобразный творческий диспут со своим коллегой и современником Фрицем Лангом.

## Эстетикаэкспрессионизмав фильме
Экспрессионизм — культурное явление, покорившее искусство Европы начала XX века. В живописи эта идея воплощалась в абстракции. Как пишет в «Энциклопедии экспрессионизма» французский исследователь Л. Ришар, «предметы, представленные схематично, оказывались обозначенными, а не изображенными». Методом абстракции пользовался театр и начальный период киноэкспрессионизма, получивший название «калигаризм». Этот термин происходит от имени персонажа фильма Р. Вине «Кабинет доктора Калигари», при съёмке которого использовались простые декорации: «кривые улицы, перекошенные стены домов, пятна света и тени, ломаные линии — все это было нарисовано на холсте и порождало ощущение разлада». История душевнобольного, человека, оставшегося наедине с враждебным, пытающимся сломать его миром — то, что требовал экспрессионизм. Но некоторые исследователи (Л. Ришар, например) полагают, что если бы экспрессионизм и дальше шёл по пути историй о безумии и душевных болезнях, он бы зашёл в тупик.
Однако ряд режиссёров не поддержал тенденцию продуцирования фильмов о психических болезнях и создал «новый экспрессионизм» (среди их числа был Пауль Лени). В обновленном жанре больше не было места для двухмерного пространства — вместо него «пришли архитектурные элементы», которые стали признаком нового киноэкспрессионизма. В новом кино появились игра света и тени, а также объёмное изображение. На место буквальной демонстрации болезни человеческой психики и несовершенства окружающего мира приходит их символическое изображение. Значение вещей иногда не имеет ничего общего с их внешней оболочкой. Как пишет Эйснер в «Демоническом экране», «экспрессионисты призывали освободиться» от форм, которые дала нам природа, то есть в какой-то мере создать новую реальность. Эйснер также показывает большую противоречивость основ экспрессионизма: с одной стороны, он провозглашает Субъективизм. Все вещи, объекты на экране символизируют лишь то, что хотел показать режиссёр. С другой же стороны, киноэкспрессионизм освобождает человека от рамок общества — «человек уже не является индивидом, обремененным нравственностью, семьей, социальным классом». Экспрессионизм «вырывает» человека из социума. Зритель не знает ни о его семье, ни о социальном положении, женат он или свободен. Эта информация не важна для его истории на экране.
Очень важным понятием в экспрессионизме является абстракция. Однако абстрактное невозможно показать на экране в полной мере «без конкретного». Так, например, абстрактным в фильме может выступать мечта, сон, а конкретным — и персонажи, и сюжет, и мир. Ярким примером этого сочетания является фильм Пауля Лени «Кабинет восковых фигур».
Фильм «Кабинет восковых фигур» богат декоративными и семиотически избыточными объектами и действиями персонажей. Можно предположить, что довольно большое влияние на работу П. Лени оказал фильм Р. Вине «Кабинет доктора Калигари». Как и в «Калигари», действие фильма «Кабинет восковых фигур» происходит на ярмарке. Благодаря техническому усовершенствованию съемки, Лени старался по-новому создать обстановку хаоса ярмарки, сплетения событий… «Калигари» кажется зрителю бездейственным, неподвижным, ненастоящим, в свою очередь, фильмы П. Лени захватывают и втягивают в сюжет. Кроме сходства места действия (ярмарка), схожи также названия фильмов. Но «Кабинет восковых фигур» звучит несколько странно. Возможно, понятие «кабинет» как места, где трудится человек. Зайдя в помещение к восковым фигурам, молодой человек должен придумать 3 истории: Гаруну-аль-Рашиду, Ивану Грозному и Джеку-потрошителю. То есть кабинет может рассматриваться как место для работы писателя.
В то же время, очевидно, что Лени — продолжатель традиции рамочной композиции. Она — главный помощник в сюжете. Как пишет Эйснер: «Кракауэр видит в <…> (этом) навязчивое стремление убежать от враждебного мира и укрыться от него в своей раковине».
Вторая сюжетная линия (Первая — ярмарка, кабинет восковых фигур, реальность) — линия Гаруна-аль-Рашида, Халифа Багдада. Восток в этом эпизоде, конечно, сразу узнается: и костюмы персонажей, и полумесяцы на шпилях зданий. Всё круглое и мягкое, набухшее и плавное. Комната пекаря как будто сделана из шоколада, и он плавится от жары — обстановка таящая, размытая. Всё абстрактно, ясны только контуры предметов. В этом эпизоде тело героя также значит многое (возможно не так, как в эпизоде с Иваном Грозным). Поднимаясь по лестнице в дом пекаря, Гаруну-аль-Рашиду приходится сгибаться, приседать, что означает только неудобство, чего и требует экспрессионизм (а он требует резких движений, похожих на движения заведенных механизмов). Халиф даже ходил, быстро перебирая ногами, как механическая игрушка.
Третья сюжетная линия — история Ивана Грозного. Стоит обратить внимание, какими вступительными словами начинается его история: «Иван был кровожадным монстром на троне. Он превращал целые города в кладбища. Его корона была тиара из костей, а его скипетром — топор…». Необходимо отдать должное таланту П. Лени по части костюма. Зритель легко может угадать по костюму каждого персонажа, например в Иване Грозном Ивана. В декорациях тоже с первого взгляда можно узнать Россию: луковичные купола православных церквей, православные кресты, иконы. Этими элементами «перегружен» кадр. Как в традиционной русской избе, в домах низкие потолки. Чтобы войти в дом или комнату, или спуститься в подвал, героям приходится нагибаться, деформируя свою фигуру. Они нагибаются, сгибаются, ломая линии своего тела. Лени намеренно использует такие неудобные архитектурные формы, которые «мешают телу двигаться естественным образом, искажают жесты».
Наконец, четвертую линию о Джеке-потрошителе Эйснер называет той частью, где «экспрессионизм представлен в полной мере». В кадре на зрителя «давит» многослойность образов: тени Чертова колеса и каруселей, убегающие фигуры писателя и девушки от настигающего их Джека. Взгляду сложно сосредоточиться на чём-то одном. Зрителю трудно следить за кадром из-за резких углов и быстрой смены света и тени. Декорации на заднем плане меняются как в калейдоскопе.
Эйснер указывает, что Пауль Лени был из тех режиссёров-экспрессионистов, которые никогда не смогли «полностью освободиться от экспрессионизма», так как использовали лишь его «декоративную составляющую».
Работы Пауля Лени являются важной составляющей немецкого кинематографа. Они представляют собой умелую работу художника-декоратора, костюмера и режиссёра. Он является основателем «декоративного экспрессионизма». Его фильмы определённо обладают художественной ценностью и заслуженно включены в кладовую немецкого искусства.